# ۽
Le signe arabe sindhi perluète est un symbole de l’écriture arabe sindhi utilisé pour représenter le mot « et » comme l’esperluette ‹ & › dans l’écriture latine.  Il est composé d’un hamza ‹ ء › avec un double alif souscrit.

## Représentation informatique
Le signe arabe sindhi perluète peut être représenté avec le caractère Unicode suivant (arabe) :
| formes | représentations | chaînes de caractères | points de code | descriptions                |
| ------ | --------------- | --------------------- | -------------- | --------------------------- |
| lettre | ۽               | ۽                     | U+06FD         | signe arabe sindhi perluète |